# استارایا تارابا
استارایا تارابا (به لاتین: Staraya Taraba) یک منطقهٔ مسکونی در روسیه است که در سرزمین آلتای واقع شده‌است.